# 尖山鳞盖蕨
尖山鳞盖蕨（学名：Microlepia subtrichosticha）为姬蕨科鳞盖蕨属下的一个种。

## 扩展阅读
- 維基物種上的相關：尖山鳞盖蕨